# Nastika
Nastika (Sanskrit: नास्तिक, nāstika; „Verneiner“, von na-asti: ‚ist nicht‘) ist ein Fachbegriff in der hinduistischen Philosophie. Das Wort kommt als Substantiv und auch in adjektivischer Verwendung vor. Als Substantiv bezeichnet Nastika einen „Ungläubigen“ oder „Theoretiker der Nichtexistenz“. Gemeint ist jemand, der die Autorität der Veden nicht akzeptiert und insbesondere die Existenz von Göttern und die Wirksamkeit der Rituale der vedischen Religion bestreitet. Daher wird Nastika manchmal mit „Atheist“ übersetzt.
Im Hinduismus werden die philosophischen Systeme in zwei Hauptgruppen unterteilt, Nastika und Astika. Zu den Nastikas zählt man die Anhänger des Buddhismus, des Jainismus und der materialistischen Charvaka- oder Lokayata-Schule. Astika („Bejaher“, von asti: ‚ist‘) ist die Bezeichnung für die Anhänger der sechs „orthodoxen“ Schulen, deren Lehren auf den Veden beruhen.